# David Bateson
David Bateson (n. 9 februarie 1960, Durban, Uniunea Africii de Sud) este un actor englez sud-african, actor vocal și comediant.
Este cunoscut pentru că joacă rolul agentului 47, protagonistul seriei Hitman dezvoltată de IO Interactive. 

## Biografie
Bateson s-a născut la 16 aprilie 1960, în Durban, Africa de Sud, de părinți englezi.  A intrat în profesia de actor înainte de a reveni în Marea Britanie în 1984. Ulterior s-a mutat în Canada și acum locuiește în Copenhaga, Danemarca. Este, de asemenea, membru al British Equity. 
A jucat primul său rol în 1994, în filmul Prince of Jutland ca Hother. De asemenea, a jucat rolul unui tânăr marinar în filmul din 1996 Breaking the Waves.
În seria de jocuri Hitman, Bateson a jucat rolul agentului 47 până la al cincilea joc, Hitman: Absolution, când a declarat unui membru al unui forum de fani Hitman că „Nimeni de la IO Interactive nu răspunde la apeluri, e-mailuri sau SMS-uri. "  Ulterior, Bateson va confirma oficial pe site-ul său personal că a fost „renunțat din franciză” și a adăugat că nu a putut să facă alte comentarii din cauza „motivelor legale”. 
În cele din urmă, Bateson s-a întors după jocul Hitman: Absolution.  
La 16 iunie 2015, la doar o zi de la anunțul jocului Hitman (2016), David Bateson a confirmat că va juca din nou rolul agentului 47 în noul titlu prin Twitter.  

## Filmografie
- Den Enes Død (1994)
- Carl Th. Dreyer: My Métier (1995) (documentar)
- Kun en Pige (1995) - Korrespondent
- Krystalbarnet (1996)
- Spoon River (1996)
- Another You (1997)
- Midnight Angels (1998)
- Debutanten (2002) (scurt) - Bill
- Langt fra Las Vegas (2001-2003) - Irer
- A Family Royal (TV, 2003) - Narator (versiunea în engleză)
- The Core (2005) (documentar) - Niels Bohr
- Eroul lui Dumnezeu (2006)
- Anna Pihl (TV, 1 episod, 2008) - Mr.Reed
- Klovn (TV, 1 episod, 2008) - Dave
- Disco Ormene (2008) - Voce
- Maj & Charlie (TV, 1 episod, 2008) - Chef de fitness
- Aurum (2008) - Mark Boland
- Livvagterne (TV, 5 episoade, 2010) - Shane
- The Dark Side of Chocolate (2010) (documentar) - Narator
- Borgen (TV, 2 episoade, 2010 - 2011) - Voci suplimentare
- The Micro Debt (2011) (documentar) - Narator
- Viața și moartea lui Thomas Simeon (2011) - Narator (voce)
- A Tribute to JJ Abrams (2013) (scurt) - Voice of Bouncer
- Îndrăgostirea lumii cuantice (2013) (documentar) - Narator
- Aftenshowet (TV, 2 episoade, 2013 - 2014) - El Însuși
- Exod: umanitatea are un preț (2014) - comandant
- Monte Carlo Elsker SUA (2014) - Președinte
- Upstart (2014)
- Huldra: Lady of the Forest (2016) - Mike
- Digital Romance (2016) (scurt) - Kane
- Struguri amare (2016) (documentar) - Narator
- Messenger (scurt, 2018) - Narator / șef
- Under the Surface (TV, 1 episod, 2019) - Britisk nyhedsspeaker (voce)

### Filme
| An   | Titlu                           | Rol                                               | notițe |
| ---- | ------------------------------- | ------------------------------------------------- | ------ |
| 1994 | Prințul Jutlandului             | Hother                                            |        |
| 1996 | Spargerea valurilor             | Tanar marinar                                     |        |
| 2000 | Ajutor! Sunt un Pește           | Comandor rechin, general Crab                     | Voce   |
| 2002 | Un iad al Crăciunului           | răcan                                             |        |
| 2003 | Rembrandt                       | Stor Mand                                         |        |
| 2009 | Headhunter                      | Dr. Leipmann                                      |        |
| 2011 | Freddy Frogface                 | Bardini, Fierarul, Carlo Androkles, Ole Antonioni | Voce   |
| 2011 | Sunshine Barry și Viermii Disco | Jimmy, manager, difuzor pentru natură             | Voce   |
| 2012 | Ivan cel Incredibil             | Butcher, Învățătorule, Grumpy Fisherman           | Voce   |

### Jocuri video
| An   | Titlu                     | Rol                    | notițe |
| ---- | ------------------------- | ---------------------- | ------ |
| 2000 | Hitman: Codename 47       | Agentul 47             |        |
| 2002 | Hitman 2: Silent Assassin | Agentul 47, agentul 17 |        |
| 2004 | Hitman: Contracts         | Agentul 47             |        |
| 2006 | Hitman: Blood Money       | Agentul 47             |        |
| 2012 | Hitman: Absolution        | Agentul 47             |        |
| 2016 | Hitman 2016               | Agentul 47             |        |
| 2018 | Hitman 2                  | Agentul 47             |        |
| 2020 | Lightmatter               | Virgil                 |        |
| 2021 | Hitman 3                  | Agentul 47             |        |